# Adhesina

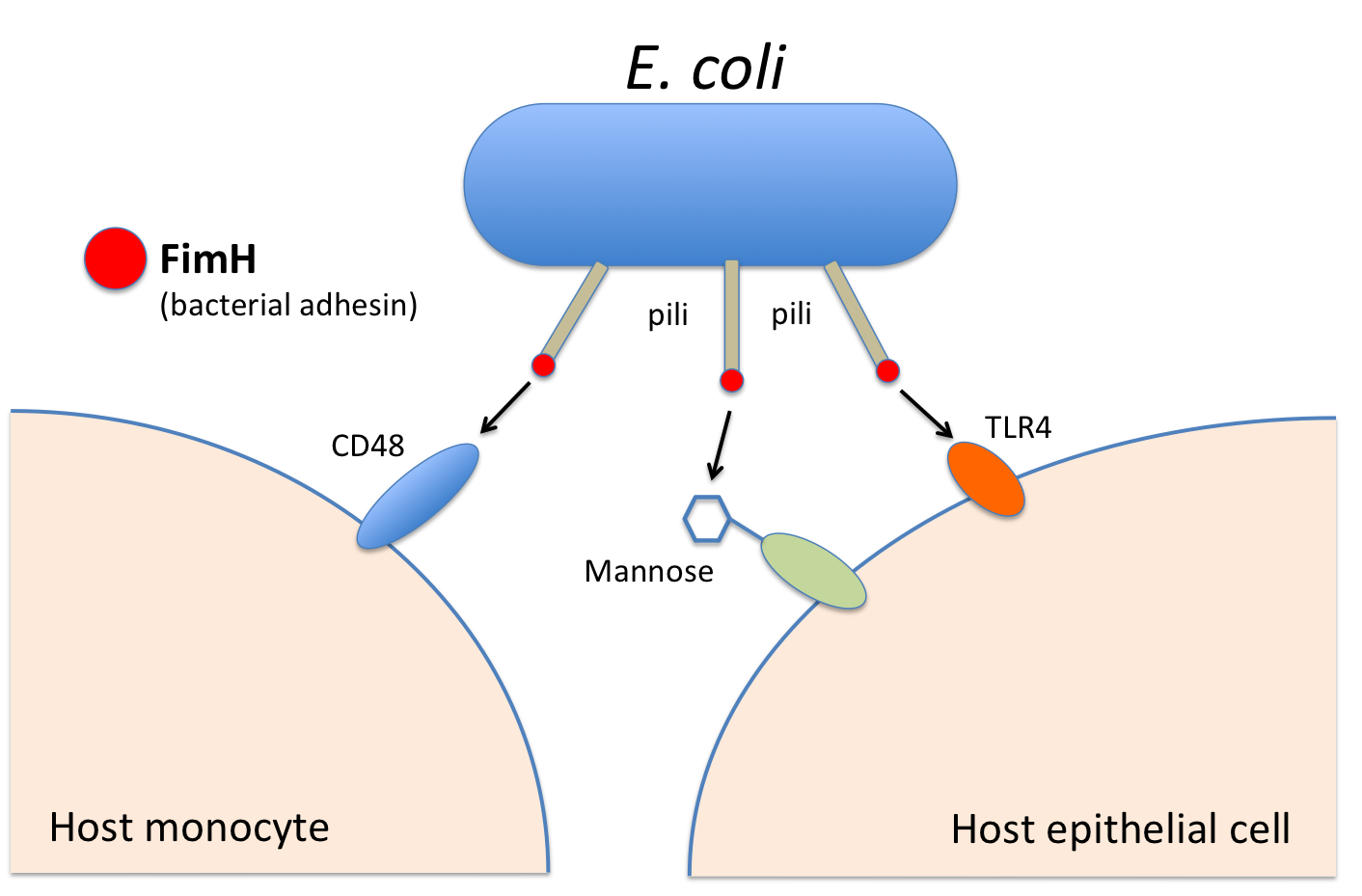
Interacción de la adhesina bacteriana FimH con el huésped

En microbiología, se llama adhesina a los múltiples factores que producen las bacterias para adherirse efectivamente a sus hospedantes. La adherencia es usualmente un paso esencial en la patogénesis (producción de enfermedades) o  infecciones bacteriales, requerido para colonizar un nuevo hospedante. Por ejemplo, el Haemophilus influenzae expresa las adhesinas Hia, Hap y Oap, y pili hemaglutinantes.
Las adhesinas son atractivos candidatos a vacunas porque son esenciales para infectar y se ubican en la superficie, lo que los hace muy accesibles para los anticuerpos.
La efectividad de los anticuerpos anti-adhesina es ilustrada por estudios con FimH, la adhesina de la Escherichia coli uropatogénica (UPEC por sus siglas en inglés). En modelos animales, la inmunización pasiva con anticuerpos anti-FimH y vacunación con la proteína redujo significativamente la colonización por UPEC. Incluso, las adhesinas FHA y pertactina de la Bordetella pertussis son compuestos de 3 de las 4 vacunas contra pertussis acelular aprobadas para uso en Estados Unidos.
Las bacterias con adhesinas se unen a receptores específicos de la superficie tisular para evitar su eliminación